# West Mineral
West Mineral är en ort i Cherokee County i Kansas. Vid 2020 års folkräkning hade West Mineral 154 invånare.